# Velká cena Francie silničních motocyklů 2024
Velká cena Francie 2024 (oficiálně Michelin® Grand Prix de France) byla pátým závodním víkendem mistrovství světa silničních motocyklů 2024 pro kategorie MotoGP, Moto2 a Moto3 a zároveň druhým závodním víkendem kategorie MotoE. Konala se 10. - 12. května na okruhu Bugatti Circuit poblíž města Le Mans. 

## Okruh
| Bugatti Circuit | Bugatti Circuit |
| --------------- | --------------- |
|                 |                 |
| Délka           | 4.185 km        |
| Počet zatáček   | 14              |

## Časový harmonogram
| Datum      | Třída  | Aktivita        | Start           |
| ---------- | ------ | --------------- | --------------- |
| 10. května | MotoE  | Trénink 1       | 8:30 (15 min.)  |
| 10. května | Moto3  | Volný trénink   | 9.00 (35 min.)  |
| 10. května | Moto2  | Volný trénink   | 9:50 (40 min.)  |
| 10. května | MotoGP | Volný trénink 1 | 10:45 (45 min.) |
| 10. května | MotoE  | Trénink 2       | 12:45 (15 min.) |
| 10. května | Moto3  | Trénink 1       | 13:15 (50 min.) |
| 10. května | Moto2  | Trénink 1       | 14:05 (40 min.) |
| 10. května | MotoGP | Trénink         | 15:00 (60 min.) |
| 10. května | MotoE  | Kvalifikace 1   | 17:05 (10 min.) |
| 10. května | MotoE  | Kvalifikace 2   | 17:25 (10 min.) |
| 11. května | Moto3  | Trénink 2       | 8:40 (30 min.)  |
| 11. května | Moto2  | Trénink 2       | 9:25 (30 min.)  |
| 11. května | MotoGP | Volný trénink 2 | 10:10 (55 min.) |
| 11. května | MotoGP | Kvalifikace 1   | 10:50 (15 min.) |
| 11. května | MotoGP | Kvalifikace 2   | 11:15 (15 min.) |
| 11. května | MotoE  | Závod 1         | 12:15 (8 kol)   |
| 11. května | Moto3  | Kvalifikace 1   | 12:50 (15 min.) |
| 11. května | Moto3  | Kvalifikace 2   | 13:15 (15 min.) |
| 11. května | Moto2  | Kvalifikace 1   | 13:45 (15 min.) |
| 11. května | Moto2  | Kvalifikace 2   | 14:10 (15 min.) |
| 11. května | MotoGP | Sprint          | 15:00 (13 kol)  |
| 11. května | MotoE  | Závod 2         | 16:10 (8 kol)   |
| 12. května | MotoGP | Warm Up         | 9:40 (10 min.)  |
| 12. května | Moto3  | Závod           | 11:00 (20 kol)  |
| 12. května | Moto2  | Závod           | 12:15 (22 kol)  |
| 12. května | MotoGP | Závod           | 14:00 (27 kol)  |
| Zdroj:     |        |                 |                 |

## Startovní listina
| #      | Jezdec                  | Tým                               | Motocykl                |
| MotoGP | MotoGP                  | MotoGP                            | MotoGP                  |
| ------ | ----------------------- | --------------------------------- | ----------------------- |
| 1      | Francesco Bagnaia       | Ducati Lenovo Team                | Ducati Desmosedici GP24 |
| 5      | Johann Zarco            | Castrol Honda LCR                 | Honda RC213V            |
| 10     | Luca Marini             | Repsol Honda Team                 | Honda RC213V            |
| 12     | Maverick Vińales        | Aprilia Racing                    | Aprilia RS-GP24         |
| 20     | Fabio Quartararo        | Monster Energy Yamaha MotoGP Team | Yamaha YZR-M1           |
| 21     | Franco Morbidelli       | Prima Pramac Racing               | Ducati Desmosedici GP24 |
| 23     | Enea Bastianini         | Ducati Lenovo Team                | Ducati Desmosedici GP24 |
| 25     | Raúl Fernández          | Trackhouse Racing                 | Aprilia RS-GP23         |
| 30     | Takaaki Nakagami        | Castrol Honda LCR                 | Honda RC213V            |
| 31     | Pedro Acosta            | Red Bull GasGas Tech3             | KTM RC16                |
| 33     | Brad Binder             | Red Bull KTM Factory Racing       | KTM RC16                |
| 36     | Joan Mir                | Repsol Honda Team                 | Honda RC213V            |
| 37     | Augusto Fernández       | Red Bull GasGas Tech3             | KTM RC16                |
| 41     | Aleix Espargaró         | Aprilia Racing                    | Aprilia RS-GP24         |
| 42     | Álex Rins               | Monster Energy Yamaha MotoGP Team | Yamaha YZR-M1           |
| 43     | Jack Miller             | Red Bull KTM Factory Racing       | KTM RC16                |
| 49     | Fabio Di Giannantonio   | Pertamina Enduro VR46 Racing Team | Ducati Desmosedici GP23 |
| 72     | Marco Bezzecchi         | Pertamina Enduro VR46 Racing Team | Ducati Desmosedici GP23 |
| 73     | Álex Márquez            | Gresini Racing MotoGP             | Ducati Desmosedici GP23 |
| 88     | Miguel Oliveira         | Trackhouse Racing                 | Aprilia RS-GP24         |
| 89     | Jorge Martín            | Prima Pramac Racing               | Ducati Desmosedici GP24 |
| 93     | Marc Márquez            | Gresini Racing MotoGP             | Ducati Desmosedici GP23 |
| Moto2  |                         |                                   |                         |
| #      | Jezdec                  | Tým                               | Motocykl                |
| 3      | Sergio García           | MT Helmets - MSi                  | Boscoscuro B-24         |
| 5      | Jaume Masià             | Pertamina Mnadalika Gas Up Team   | Kalex Moto2             |
| 7      | Barry Baltus            | RW-Idrofoglia Racing GP           | Kalex Moto2             |
| 9      | Jorge Navarro           | Klint Forward Factory Team        | Forward F2              |
| 10     | Diogo Moreira           | Italtrans Racing Team             | Kalex Moto2             |
| 14     | Tony Arbolino           | Elf Marc VDS Racing Team          | Kalex Moto2             |
| 15     | Darryn Binder           | Liqui Moly Husqvarna Intact GP    | Kalex Moto2             |
| 16     | Joe Roberts             | OnlyFans American Racing Team     | Kalex Moto2             |
| 17     | Daniel Muñoz            | Pertamina Mnadalika Gas Up Team   | Kalex Moto2             |
| 18     | Manuel González         | QJmotor Gresini Moto2             | Kalex Moto2             |
| 20     | Xavi Cardelús           | Fantic Racing                     | Kalex Moto2             |
| 21     | Alonso López            | Speed Up Racing                   | Boscoscuro B-24         |
| 22     | Ayumu Sasaki            | Yamaha VR46 Master Camp Team      | Kalex Moto2             |
| 24     | Marcos Ramírez          | OnlyFans American Racing Team     | Kalex Moto2             |
| 28     | Izan Guevara            | CFMoto Aspar Team                 | Kalex Moto2             |
| 35     | Somkiat Chantra         | Idemitsu Honda Team Asia          | Kalex Moto2             |
| 43     | Xavier Artigas          | Klint Forward Factory Team        | Forward F2              |
| 44     | Arón Canet              | Fantic Racing                     | Kalex Moto2             |
| 52     | Jeremy Alcoba           | Yamaha VR46 Master Camp Team      | Kalex Moto2             |
| 53     | Deniz Öncü              | Red Bull KTM Ajo                  | Kalex Moto2             |
| 54     | Fermín Aldeguer         | Speed Up Racing                   | Boscoscuro B-24         |
| 71     | Dennis Foggia           | Italtrans Racing Team             | Kalex Moto2             |
| 75     | Albert Arenas           | QJmotor Gresini Moto2             | Kalex Moto2             |
| 79     | Ai Ogura                | MT Helmets - MSi                  | Boscoscuro B-24         |
| 81     | Senna Agius             | Liqui Moly Husqvarna Intact GP    | Kalex Moto2             |
| 84     | Zonta van den Goorbergh | RW-Idrofoglia Racing GP           | Kalex Moto2             |
| 96     | Jake Dixon              | CFMoto Aspar Team                 | Kalex Moto2             |
| Moto3  |                         |                                   |                         |
| #      | Jezdec                  | Tým                               | Motocykl                |
| 5      | Tatchakorn Buasri       | Honda Team Asia                   | Honda NSF250RW          |
| 6      | Ryusei Yamanaka         | MT Helmets -MSi                   | KTM RC250GP             |
| 7      | Filippo Farioli         | Sic58 Squadra Corse               | Honda NSF250RW          |
| 10     | Nicola Carraro          | LevelUp - MTA                     | KTM RC250GP             |
| 12     | Jacob Roulstone         | Red Bull GasGas Tech3             | Gas Gas RC250GP         |
| 18     | Matteo Bertelle         | Rivacold Snipers Team             | Honda NSF250RW          |
| 19     | Scott Ogden             | MLav Racing                       | Honda NSF250RW          |
| 22     | David Almansa           | Rivacold Snipers Team             | Honda NSF250RW          |
| 24     | Tatsuki Suzuki          | Liqui Moly Husqvarna Intact GP    | Husqvarna FR250GP       |
| 31     | Adrián Fernández        | Leopard Racing                    | Honda NSF250RW          |
| 36     | Ángel Piqueras          | Leopard Racing                    | Honda NSF250RW          |
| 48     | Iván Ortolá             | MT Helmets - MSi                  | KTM RC250GP             |
| 54     | Riccardo Rossi          | CIP Green Power                   | KTM RC250GP             |
| 55     | Noah Dettwiler          | CIP Green Power                   | KTM RC250GP             |
| 58     | Luca Lunetta            | Sic58 Squadra Corse               | Honda NSF250RW          |
| 64     | David Muńoz             | Boé Motorsports                   | KTM RC250GP             |
| 66     | Joel Kelso              | Boé Motorsports                   | KTM RC250GP             |
| 70     | Joshua Whatley          | MLav Racing                       | Honda NSF250RW          |
| 72     | Taiyo Furusato          | Honda Team Asia                   | Honda NSF250RW          |
| 78     | Joel Esteban            | CFMoto Aspar Team                 | CFMoto Moto3            |
| 80     | David Alonso            | CFMoto Aspar Team                 | CFMoto Moto3            |
| 82     | Stefano Nepa            | LevelUp - MTA                     | KTM RC250GP             |
| 95     | Collin Veijer           | Liqui Moly Husqvarna Intact GP    | Husqvarna FR250GP       |
| 96     | Daniel Holgado          | Red Bull Gas Gas Tech3            | Gas Gas RC250GP         |
| 99     | José Antonio Rueda      | Red Bull KTM Ajo                  | KTM RC250GP             |
| MotoE  |                         |                                   |                         |
| #      | Jezdec                  | Tým                               | Motocykl                |
| 3      | Lukas Tulovic           | Dynavolt Intact GP MotoE          | Ducati V21L             |
| 4      | Héctor Garzó            | Dynavolt Intact GP MotoE          | Ducati V21L             |
| 6      | Maria Herrera           | Klint Forward Factory Team        | Ducati V21L             |
| 7      | Chaz Davies             | Aruba Cloud MotoE Racing Team     | Ducati V21L             |
| 9      | Andrea Mantovani        | Klint Forward Factory Team        | Ducati V21L             |
| 11     | Matteo Ferrari          | Felo Gresini MotoE                | Ducati V21L             |
| 21     | Kevin Zannoni           | Openbank Aspar Team               | Ducati V21L             |
| 29     | Nicholas Spinelli       | Tech3 E-Racing                    | Ducati V21L             |
| 34     | Kevin Manfredi          | Ongetta Sic58 Squadra Corse       | Ducati V21L             |
| 40     | Mattia Casadei          | LCR E-Team                        | Ducati V21L             |
| 51     | Eric Granado            | LCR E-Team                        | Ducati V21L             |
| 55     | Massimo Roccoli         | Ongetta Sic58 Squadra Corse       | Ducati V21L             |
| 61     | Alessandro Zaccone      | Tech3 E-Racing                    | Ducati V21L             |
| 72     | Alessio Finello         | Felo Gresini MotoE                | Ducati V21L             |
| 77     | Miquel Pons             | Axxis – MSI                       | Ducati V21L             |
| 80     | Armando Pontone         | Aruba Cloud MotoE Racing Team     | Ducati V21L             |
| 81     | Jordi Torres            | Openbank Aspar Team               | Ducati V21L             |
| 99     | Oscar Gutiérrez         | Axxis – MSI                       | Ducati V21L             |

## MotoGP

### Kvalifikace
| *                                                     | *                                                 | *                                                 |
| _______1_______ Jorge Martín Ducati 1:29.919          |                                                   |                                                   |
|                                                       | _______2_______ Francesco Bagnaia Ducati 1:30.111 |                                                   |
|                                                       |                                                   | _______3_______ Maverick Viňales Aprilia 1:30.313 |
| _______4_______ Fabio Di Giannantonio Ducati 1:30.436 |                                                   |                                                   |
|                                                       | _______5_______ Marco Bezzecchi Ducati 1:30.553   |                                                   |
|                                                       |                                                   | _______6_______ Aleix Espargaró Aprilia 1:30.572  |
| _______7_______ Pedro Acosta KTM 1:30.650             |                                                   |                                                   |
|                                                       | _______8_______ Fabio Quartararo Yamaha 1:30.686  |                                                   |
|                                                       |                                                   | _______9_______ Franco Morbidelli Ducati 1:30.782 |
| _______10_______ Enea Bastianini Ducati 1:30.786      |                                                   |                                                   |
|                                                       | _______11_______ Jack Miller KTM 1:31.007         |                                                   |
|                                                       |                                                   | _______12_______ Miguel Oliveira Aprilia 1:31.075 |
| _______13_______ Marc Márquez Ducati 1:30.586         |                                                   |                                                   |
|                                                       | _______14_______ Raúl Fernández Aprilia 1:30.676  |                                                   |
|                                                       |                                                   | _______15_______ Johann Zarco Honda 1:30.891      |
| _______16_______ Álex Rins Yamaha 1:31.067            |                                                   |                                                   |
|                                                       | _______17_______ Álex Márquez Ducati 1:31.148     |                                                   |
|                                                       |                                                   | _______18_______ Joan Mir Honda 1:31.186          |
| _______19_______ Takaaki Nakagami Honda 1:31.274      |                                                   |                                                   |
|                                                       | _______20_______ Augusto Fernández KTM 1:31.473   |                                                   |
|                                                       |                                                   | _______21_______ Luca Marini Honda 1:31.837       |
| _______22_______ Brad Binder KTM 1:32.228             |                                                   |                                                   |
| ----------------------------------------------------- | ------------------------------------------------- | ------------------------------------------------- |

Zdroj

### Sprint
| Pozice | Jezdec                | Motocykl | Kola | Čas                       | Body |
| ------ | --------------------- | -------- | ---- | ------------------------- | ---- |
| 1      | Jorge Martín          | Ducati   | 13   | 19:49.694                 | 12   |
| 2      | Marc Márquez          | Ducati   | 13   | +2.280                    | 9    |
| 3      | Maverick Vińales      | Aprilia  | 13   | +4.174                    | 7    |
| 4      | Enea Bastianini       | Ducati   | 13   | +4.798                    | 6    |
| 5      | Aleix Espargaró       | Aprilia  | 13   | +7.698                    | 5    |
| 6      | Pedro Acosta          | KTM      | 13   | +9.185                    | 4    |
| 7      | Fabio Di Giannantonio | Ducati   | 13   | +11.190                   | 3    |
| 8      | Jack Miller           | KTM      | 13   | +11.516                   | 2    |
| 9      | Raúl Fernández        | Aprilia  | 13   | +12.257                   | 1    |
| 10     | Fabio Quartararo      | Yamaha   | 13   | +12.699                   |      |
| 11     | Miguel Oliveira       | Aprilia  | 13   | +13.492                   |      |
| 12     | Franco Morbidelli     | Ducati   | 13   | +15.578                   |      |
| 13     | Johann Zarco          | Honda    | 13   | +16.439                   |      |
| 14     | Álex Márquez          | Ducati   | 13   | +16.816                   |      |
| 15     | Brad Binder           | KTM      | 13   | +16.969                   |      |
| 16     | Takaaki Nakagami      | Honda    | 13   | +19.123                   |      |
| 17     | Augusto Fernández     | KTM      | 13   | +23.618                   |      |
| 18     | Luca Marini           | Honda    | 13   | +27.854                   |      |
| DNF    | Marco Bezzecchi       | Ducati   | 9    | Pád                       |      |
| DNF    | Álex Rins             | Yamaha   | 6    | Pád                       |      |
| DNF    | Joan Mir              | Honda    | 4    | Technický problém po pádu |      |
| DNF    | Francesco Bagnaia     | Ducati   | 3    | Technický problém         |      |
| Zdroj  |                       |          |      |                           |      |

### Závod
| Pozice | Jezdec                | Motocykl | Kola | Čas               | Body |
| ------ | --------------------- | -------- | ---- | ----------------- | ---- |
| 1      | Jorge Martín          | Ducati   | 27   | 41:23.709         | 25   |
| 2      | Marc Márquez          | Ducati   | 27   | +0.446            | 20   |
| 3      | Francesco Bagnaia     | Ducati   | 27   | +0.585            | 16   |
| 4      | Enea Bastianini       | Ducati   | 27   | +2.206            | 13   |
| 5      | Maverick Vińales      | Aprilia  | 27   | +4.053            | 11   |
| 6      | Fabio Di Giannantonio | Ducati   | 27   | +9.480            | 10   |
| 7      | Franco Morbidelli     | Ducati   | 27   | +9.868            | 9    |
| 8      | Brad Binder           | KTM      | 27   | +10.353           | 8    |
| 9      | Aleix Espargaró       | Aprilia  | 27   | +11.392           | 7    |
| 10     | Álex Márquez          | Ducati   | 27   | +13.442           | 6    |
| 11     | Raúl Fernández        | Aprilia  | 27   | +24.201           | 5    |
| 12     | Johann Zarco          | Honda    | 27   | +26.809           | 4    |
| 13     | Augusto Fernández     | KTM      | 27   | +27.426           | 3    |
| 14     | Takaaki Nakagami      | Honda    | 27   | +30.026           | 2    |
| 15     | Álex Rins             | Yamaha   | 27   | +30.936           | 1    |
| 16     | Luca Marini           | Honda    | 27   | +40.000           |      |
| DNF    | Fabio Quartararo      | Yamaha   | 18   | Pád               |      |
| DNF    | Jack Miller           | KTM      | 18   | Pád               |      |
| DNF    | Miguel Oliveira       | Aprilia  | 18   | Technický problém |      |
| DNF    | Joan Mir              | Honda    | 16   | Pád               |      |
| DNF    | Marco Bezzecchi       | Ducati   | 3    | Pád               |      |
| DNF    | Pedro Acosta          | KTM      | 2    | Pád               |      |
| Zdroj  |                       |          |      |                   |      |

## Moto2

### Kvalifikace
| *                                                | *                                                | *                                                       |
| _______1_______ Arón Canet Kalex 1:35.037        |                                                  |                                                         |
|                                                  | _______2_______ Joe Roberts Kalex 1:35.173       |                                                         |
|                                                  |                                                  | _______3_______ Sergio García Boscoscuro 1:35.248       |
| _______4_______ Albert Arenas Kalex 1:35.377     |                                                  |                                                         |
|                                                  | _______5_______ Alonso López Boscoscuro 1:35.437 |                                                         |
|                                                  |                                                  | _______6_______ Manuel González Kalex 1:35.453          |
| _______7_______ Izan Guevara Kalex 1:35.599      |                                                  |                                                         |
|                                                  | _______8_______ Senna Agius Kalex 1:35.610       |                                                         |
|                                                  |                                                  | _______9_______ Filip Salač Kalex 1:35.653              |
| _______10_______ Tony Arbolino Kalex 1:35.775    |                                                  |                                                         |
|                                                  | _______11_______ Jake Dixon Kalex 1:35.808       |                                                         |
|                                                  |                                                  | _______12_______ Fermín Aldeguer Boscoscuro 1:35.834    |
| _______13_______ Somkiat Chantra Kalex 1:35.849  |                                                  |                                                         |
|                                                  | _______14_______ Jeremy Alcoba Kalex 1:35.849    |                                                         |
|                                                  |                                                  | _______15_______ Zonta van den Goorbergh Kalex 1:35.864 |
| _______16_______ Barry Beltus Kalex 1:35.960     |                                                  |                                                         |
|                                                  | _______17_______ Ai Ogura Boscoscuro 1:36.088    |                                                         |
|                                                  |                                                  | _______18_______ Marcos Ramírez Kalex 1:37.148          |
| _______19_______ Darryn Binder Kalex 1:35.947    |                                                  |                                                         |
|                                                  | _______20_______ Jaume Masià Kalex 1:36.020      |                                                         |
|                                                  |                                                  | _______21_______ Diogo Moreira Kalex 1:36.067           |
| _______22_______ Deniz Öncü Kalex 1:36.252       |                                                  |                                                         |
|                                                  | _______23_______ Ayumu Sasaki Kalex 1:36.443     |                                                         |
|                                                  |                                                  | _______24_______ Daniel Muñoz Kalex 1:36.476            |
| _______25_______ Xavi Cardelús Kalex 1:36.622    |                                                  |                                                         |
|                                                  | _______26_______ Jorge Navarro Forward 1:37.215  |                                                         |
|                                                  |                                                  | _______27_______ Dennis Foggia Kalex 1:37.236           |
| _______28_______ Xavier Artigas Forward 1:37.498 |                                                  |                                                         |
| ------------------------------------------------ | ------------------------------------------------ | ------------------------------------------------------- |

Zdroj:

### Závod
| Pozice | Jezdec                  | Motocykl   | Kola | Čas       | Body |
| ------ | ----------------------- | ---------- | ---- | --------- | ---- |
| 1      | Sergio García           | Boscoscuro | 22   | 35:20.709 | 25   |
| 2      | Ai Ogura                | Boscoscuro | 22   | +3.174    | 20   |
| 3      | Alonso López            | Boscoscuro | 22   | +3.704    | 16   |
| 4      | Joe Roberts             | Kalex      | 22   | +3.764    | 13   |
| 5      | Somkiat Chantra         | Kalex      | 22   | +3.935    | 11   |
| 6      | Arón Canet              | Kalex      | 22   | +4.511    | 10   |
| 7      | Fermín Aldeguer         | Boscoscuro | 22   | +4.811    | 9    |
| 8      | Tony Arbolino           | Kalex      | 22   | +6.811    | 8    |
| 9      | Albert Arenas           | Kalex      | 22   | +8.831    | 7    |
| 10     | Izan Guevara            | Kalex      | 22   | +14.215   | 6    |
| 11     | Jeremy Alcoba           | Kalex      | 22   | +17.795   | 5    |
| 12     | Filip Salač             | Kalex      | 22   | +18.044   | 4    |
| 13     | Senna Agius             | Kalex      | 22   | +18.191   | 3    |
| 14     | Darryn Binder           | Kalex      | 22   | +18.349   | 2    |
| 15     | Marcos Ramírez          | Kalex      | 22   | +19.686   | 1    |
| 16     | Jaume Masià             | Kalex      | 22   | +21.460   |      |
| 17     | Jake Dixon              | Kalex      | 22   | +26.939   |      |
| 18     | Deniz Öncü              | Kalex      | 22   | +30.633   |      |
| 19     | Dennis Foggia           | Kalex      | 22   | +30.804   |      |
| 20     | Jorge Navarro           | Forward    | 22   | +37.741   |      |
| 21     | Xavi Cardelús           | Kalex      | 22   | +37.994   |      |
| 22     | Ayumu Sasaki            | Kalex      | 22   | +38.968   |      |
| 23     | Daniel Muñoz            | Kalex      | 21   | + 1 kolo  |      |
| 24     | Manuel González         | Kalex      | 20   | + 2 kola  |      |
| 25     | Zonta van den Goorbergh | Kalex      | 20   | + 2 kola  |      |
| 26     | Diogo Moreira           | Kalex      | 19   | + 3 kola  |      |
| DNF    | Xavier Artigas          | Forward    | 15   | Pád       |      |
| DNF    | Barry Baltus            | Kalex      | 2    | Pád       |      |
| Zdroj  |                         |            |      |           |      |

## Moto3

### Kvalifikace
| *                                               | *                                                  | *                                               |
| _______1_______ David Alonso CFMoto 1:40.114    |                                                    |                                                 |
|                                                 | _______2_______ Daniel Holgado Gas Gas 1:40.125    |                                                 |
|                                                 |                                                    | _______3_______ José Antonio Rueda KTM 1:40.426 |
| _______4_______ Adrián Fernández Honda 1:40.777 |                                                    |                                                 |
|                                                 | _______5_______ Collin Veijer Husqvarna 1:40.793   |                                                 |
|                                                 |                                                    | _______6_______ Iván Ortolá KTM 1:40.860        |
| _______7_______ Joel Kelso KTM 1:40.878         |                                                    |                                                 |
|                                                 | _______8_______ David Muñoz KTM 1:41.025           |                                                 |
|                                                 |                                                    | _______9_______ Ángel Piqueras Honda 1:41.040   |
| _______10_______ Ryusei Yamanaka KTM 1:41.056   |                                                    |                                                 |
|                                                 | _______11_______ Jacob Roulstone Gas Gas 1:41.092  |                                                 |
|                                                 |                                                    | _______12_______ Scott Ogden Honda 1:41.135     |
| _______13_______ Riccardo Rossi KTM 1:41.160    |                                                    |                                                 |
|                                                 | _______14_______ Tatsuki Suzuki Husqvarna 1:41.204 |                                                 |
|                                                 |                                                    | _______15_______ Luca Lunetta Honda 1:41.221    |
| _______16_______ Joel Esteban CFMoto 1:41.365   |                                                    |                                                 |
|                                                 | _______17_______ Taiyo Furusato Honda 1:41.382     |                                                 |
|                                                 |                                                    | _______18_______ Xabi Zurutuza KTM 1:41.263     |
| _______19_______ Matteo Bertelle Honda 1:41.746 |                                                    |                                                 |
|                                                 | _______20_______ Nicola Carraro KTM 1:41.755       |                                                 |
|                                                 |                                                    | _______21_______ Filippo Farioli Honda 1:41.771 |
| _______22_______ David Almansa Honda 1:41.902   |                                                    |                                                 |
|                                                 | _______23_______ Stefano Nepa KTM 1:42.008         |                                                 |
|                                                 |                                                    | _______24_______ Noah Dettwiler KTM 1:42.466    |
| _______25_______ Joshua Whatley Honda 1:42.495  |                                                    |                                                 |
|                                                 | _______26_______ Tatchakorn Buasri Honda 1:42.670  |                                                 |
| ----------------------------------------------- | -------------------------------------------------- | ----------------------------------------------- |

Zdroj:

### Závod
| Pozice | Jezdec             | Motocykl  | Kola | Čas               | Body |
| ------ | ------------------ | --------- | ---- | ----------------- | ---- |
| 1      | David Alonso       | CFMoto    | 20   | 34:00.058         | 25   |
| 2      | Daniel Holgado     | Gas Gas   | 20   | +0.105            | 20   |
| 3      | Collin Veijer      | Husqvarna | 20   | +0.242            | 16   |
| 4      | Joel Esteban       | CFMoto    | 20   | +0.476            | 13   |
| 5      | Iván Ortolá        | KTM       | 20   | +0.612            | 11   |
| 6      | Adrián Fernández   | Honda     | 20   | +0.797            | 10   |
| 7      | Ryusei Yamanaka    | KTM       | 20   | +0.958            | 9    |
| 8      | José Antonio Rueda | KTM       | 20   | +1.035            | 8    |
| 9      | Tatsuki Suzuki     | Husqvarna | 20   | +1.101            | 7    |
| 10     | Ángel Piqueras     | Honda     | 20   | +2.163            | 6    |
| 11     | Luca Lunetta       | Honda     | 20   | +6.715            | 5    |
| 12     | Jacob Roulstone    | Gas Gas   | 20   | +6.903            | 4    |
| 13     | Joel Kelso         | KTM       | 20   | +7.217            | 3    |
| 14     | Taiyo Furusato     | Honda     | 20   | +10.776           | 2    |
| 15     | David Almansa      | Honda     | 20   | +11.350           | 1    |
| 16     | Xabi Zurutuza      | KTM       | 20   | +13.275           |      |
| 17     | Stefano Nepa       | KTM       | 20   | +16.200           |      |
| 18     | Noah Dettwiler     | KTM       | 20   | +27.941           |      |
| 19     | Nicola Carraro     | KTM       | 20   | +28.799           |      |
| 20     | Tatchakorn Buasri  | Honda     | 20   | +34.168           |      |
| 21     | Joshua Whatley     | Honda     | 20   | +47.787           |      |
| DNF    | David Muńoz        | KTM       | 16   | Technický problém |      |
| DNF    | Matteo Bertelle    | Honda     | 15   | Technický problém |      |
| DNF    | Scott Ogden        | Honda     | 10   | Pád               |      |
| DNF    | Riccardo Rossi     | KTM       | 7    | Pád               |      |
| DNF    | Filippo Farioli    | Honda     | 1    | Technický problém |      |
| Zdroj  |                    |           |      |                   |      |

## MotoE

### Kvalifikace
Startovní rošt byl stejný pro oba závody.
| *                                                  | *                                                 | *                                                |
| _______1_______ Héctor Garzó Ducati 1:39.995       |                                                   |                                                  |
|                                                    | _______2_______ Nicholas Spinelli Ducati 1:40.026 |                                                  |
|                                                    |                                                   | _______3_______ Eric Granado Ducati 1:40.126     |
| _______4_______ Mattia Casadei Ducati 1:40.195     |                                                   |                                                  |
|                                                    | _______5_______ Oscar Gutiérrez Ducati 1:40.301   |                                                  |
|                                                    |                                                   | _______6_______ Jordi Torres Ducati 1:40.307     |
| _______7_______ Alessandro Zaccone Ducati 1:40.316 |                                                   |                                                  |
|                                                    | _______8_______ Miquel Pons Ducati 1:40.600       |                                                  |
|                                                    |                                                   | _______9_______ Lukas Tulovic Ducati 1:40.841    |
| _______10_______ Kevin Zannoni Ducati 1:40.091     |                                                   |                                                  |
|                                                    | _______11_______ Andrea Mantovani Ducati 1:40.374 |                                                  |
|                                                    |                                                   | _______12_______ Alessio Finello Ducati 1:40.393 |
| _______13_______ Kevin Manfredi Ducati 1:40.512    |                                                   |                                                  |
|                                                    | _______14_______ Matteo Ferrari Ducati 1:40.647   |                                                  |
|                                                    |                                                   | _______15_______ Massimo Roccoli Ducati 1:40.935 |
| _______16_______ Chaz Davies Ducati 1:41.642       |                                                   |                                                  |
|                                                    | _______17_______ Maria Herrera Ducati 1:42.461    |                                                  |
|                                                    |                                                   | _______18_______ Armando Pontone Ducati 1:42.488 |
| -------------------------------------------------- | ------------------------------------------------- | ------------------------------------------------ |

Zdroj:

### 1. závod
| Pozice | Jezdec             | Kola | Čas       | Body |
| ------ | ------------------ | ---- | --------- | ---- |
| 1      | Nicholas Spinelli  | 8    | 13:25.693 | 25   |
| 2      | Kevin Zannoni      | 8    | +1.353    | 20   |
| 3      | Mattia Casadei     | 8    | +2.063    | 16   |
| 4      | Jordi Torres       | 8    | +2.169    | 13   |
| 5      | Andrea Mantovani   | 8    | +2.357    | 11   |
| 6      | Eric Granado       | 8    | +3.313    | 10   |
| 7      | Oscar Gutiérrez    | 8    | +3.672    | 9    |
| 8      | Matteo Ferrari     | 8    | +4.938    | 8    |
| 9      | Alessio Finello    | 8    | +9.376    | 7    |
| 10     | Kevin Manfredi     | 8    | +10.267   | 6    |
| 11     | Lukas Tulovic      | 8    | +17.431   | 5    |
| 12     | Armando Pontone    | 8    | +20.992   | 4    |
| 13     | Chaz Davies        | 8    | +22.495   | 3    |
| 14     | Maria Herrera      | 8    | +23.009   | 2    |
| 15     | Miquel Pons        | 8    | +1:18.877 | 1    |
| DNF    | Héctor Garzó       | 3    | Pád       |      |
| DNF    | Alessandro Zaccone | 2    | Pád       |      |
| DNF    | Massimo Roccoli    | 1    | Pád       |      |
| Zdroj  |                    |      |           |      |

### 2. závod
| Pozice | Jezdec             | Kola | Čas       | Body |
| ------ | ------------------ | ---- | --------- | ---- |
| 1      | Nicholas Spinelli  | 8    | 13:28.043 | 25   |
| 2      | Mattia Casadei     | 8    | +0.139    | 20   |
| 3      | Oscar Gutiérrez    | 8    | +0.410    | 16   |
| 4      | Alessandro Zaccone | 8    | +1.932    | 13   |
| 5      | Andrea Mantovani   | 8    | +4.345    | 11   |
| 6      | Lukas Tulovic      | 8    | +4.928    | 10   |
| 7      | Miquel Pons        | 8    | +5.828    | 9    |
| 8      | Matteo Ferrari     | 8    | +5.994    | 8    |
| 9      | Kevin Zannoni      | 8    | +7.226    | 7    |
| 10     | Alessio Finello    | 8    | +9.087    | 6    |
| 11     | Kevin Manfredi     | 8    | +9.904    | 5    |
| 12     | Chaz Davies        | 8    | +10.351   | 4    |
| 13     | Massimo Roccoli    | 8    | +10.513   | 3    |
| 14     | Maria Herrera      | 8    | +18.813   | 2    |
| DNF    | Jordi Torres       | 7    | Pád       |      |
| DNF    | Eric Granado       | 3    | Pád       |      |
| DNF    | Armando Pontone    | 3    | Pád       |      |
| DNF    | Héctor Garzó       | 2    | Pád       |      |
| Zdroj  |                    |      |           |      |